# Papstwahl 1241
Die Papstwahl von 1241 (21. September bis 25. Oktober) sah die Wahl von Kardinal Goffredo di Castiglione als Papst Coelestin IV. Die Wahl fand während der ersten von vielen langwierigen Sedisvakanzen des Mittelalters statt, und wie viele von ihnen war sie gekennzeichnet durch Streit zwischen der Kirche und dem Kaiser. Diese Wahl insbesondere fand Im Rahmen der Auseinandersetzung zwischen Kaiser Friedrich II., dem Lombardenbund und dem (jetzt verstorbenen) Papst Gregor IX. statt, der Italien in eine kaiserliche und päpstliche Fraktion teilte, bekannt als Ghibellinen und Guelfen.
Während der Sedisvakanz umschloss Friedrich II. Rom mit seinen Armeen und verhinderte die Ankunft einiger Kardinäle, die bekanntermaßen seinen Interessen ablehnend gegenüberstanden. Unfähig, einen Konsens zu erreichen, wurden die Kardinäle in einem Kloster namens Septasolium von römischen Offiziellen eingesperrt, wo sie sich schließlich auf eines ihrer ältesten und schwächsten Mitglieder als neuen Papst verständigten. Es wurde angenommen, dass die Bedingungen innerhalb des Gebäudes zum Tod eines papabile und sogar zum Tod von Coelestin IV. kurz nach der Wahl beigetragen haben. Nach dem Tod von Coelestin IV. im November 1241, wurde der Krieg auf der Italienischen Halbinsel wieder aufgenommen und die Kardinäle waren für mehr als eineinhalb Jahre verstreut, bevor sie in Anagni zusammenkamen, um mit Innozenz IV. den nächsten Papst zu wählen (Papstwahl 1243).
Die zwangsweise Absonderung der Kardinäle während der Wahl war historisch bedeutsam und trug – zusammen mit anderen Papstwahlen des 13. Jahrhunderts – zur Ausbildung des Konklaves bei.

## Hintergrund
Das Pontifikat Gregors IX. (1227–1241) und die Herrschaft Friedrichs II. fielen in eine Zeit, in der sich der jahrhundertealte Disput zwischen Kaisern und Päpsten zuspitzte. Friedrich II. hatte Zusagen zum gescheiterten Kreuzzug von Damiette nicht eingehalten; nach seiner Heirat mit Isabella von Brienne, Königin von Jerusalem, führte er einen eigenen Kreuzzug durch, verließ ihn jedoch später und kehrte aus verschiedenen politischen, wirtschaftlichen und militärischen Gründen nach Italien zurück. Ereignisse im Zusammenhang mit den Kreuzzügen dienten Gregor IX. als Vorwand für die Exkommunikation Friedrichs, diese wiederum für Kämpfe zwischen Unterstützern des Papst bzw. des Kaisers (Guelfen und Ghibellinen) überall auf der Italienische Halbinsel, besonders in der Lombardei. Vor seinem Tod hatte Gregor IX. eine Bischofssynode verlangt, um Friedrich II. anzuprangern, und der Kaiser hatte sich sehr bemüht, diese Versammlung zu verhindern, auch durch Gefangennahme von Prälaten und Kardinälen.
Die Papstwahl fand unter den Drohungen der im Umland stationierten Armee Friedrichs II. statt, bevor er sich nach Apulien zurückzog, um zu zeigen, dass er „mit Gregor IX. und nicht mit der Kirche Krieg geführt hatte“. Zwei Kardinäle waren zuvor nach England (Oddone di Tonengo) bzw. Frankreich (Giacomo da Pecorara, OCist.) entsandt worden, um Bischöfe und andere Prälaten zu Gregors Konzil zu versammeln. Da Friedrich und seine Armee die lombardische Ebene und die Toskana besetzt hielten, mussten die Reisenden den Seeweg nehmen. Eine Flotte wurde von den beiden Kardinälen in Nizza und Genua zusammengestellt, und trotz Warnungen der Genueser bestanden sie darauf, Segel zu setzen. Am 3. Mai 1241 wurde sie von Friedrichs Flotte vor der kleinen Insel Giglio gestellt, und eine große Anzahl der Reisenden, darunter die beiden Kardinäle, wurde gefangen genommen und nach Süditalien gebracht (zu den Details siehe: Seeschlacht von Giglio).
Die Wahl fand in der Saepta Solis („Bezirk der Sonne“) in der Nähe des Clivus Scauri statt, einem antiken Komplex, der in ein Kloster umgewandelt worden war. Die Kardinäle wurden von Senator Matteo Rosso Orsini, dem Vater von Giovanni Caetano Orsini, der dieses Amt Gregor IX. verdankt, dort festgesetzt. Die Bedingungen der Wahl wurden von einem zeitgenössischen Autor, der den Orsini feindlich gegenüberstand, als stressig empfunden, wobei der Urin von Orsinis Wachen auf dem Dach zusammen mit dem Regen in die Wahlkammer drang. Die erzwungene Klausur in der Saepta Solis fand tatsächlich nur während der letzten zwei Wochen des Konklaves statt. Es wird sogar behauptet, dass die Bürger Roms, verärgert über Gerüchte, dass ein Nicht-Kardinal gewählt werde, drohten, den Leichnam von Papst Gregor IX. auszugraben und ihn zu den Kardinälen in die Saepta Solis zu bringen. Ein anderer Bericht besagt, dass Orsini selbst damit gedroht habe, die Leiche exhumieren zu lassen und öffentlich mit vollen päpstlichen Insignien auszustellen.

## Wahlberechtigte
Nach verschiedenen Berichten bestand das Kardinalskollegium beim Tod Gregors IX. aus 12 bis 14 Kardinälen.
Von diesen Kardinälen nahmen zehn tatsächlich am abschließenden Wahlgang teil. Bei Gregors Tod waren die meisten Kardinäle, die an der Wahl teilnahmen, bereits in Rom, die beiden Kardinäle, die Friedrich II. gefangen hielt, in Neapel. Kardinal Colonna war auf einem seiner Landgüter in der Nähe von Palestrina, als der Papst starb; Er hatte sich mit Gregor IX. heftig gestritten und sich aus der Kurie zurückgezogen. Auf seinem Landgut hatte er sich mit dem Kaiser beraten. Als Gregor starb, gab der Kaiser, der mit seiner Armee in Grottaferrata war, allen Kardinälen außerhalb Roms die Erlaubnis (licentia), zurückzukehren.
| Kardinal                       | Herkunft | Rang             | Titel(kirche)                  | Ernannt am         | durch         | Anmerkungen                                                                |
| ------------------------------ | -------- | ---------------- | ------------------------------ | ------------------ | ------------- | -------------------------------------------------------------------------- |
| Raynaldus de’ Conti            | Jenne    | Kardinalbischof  | Bischof von Ostia und Velletri | 18. September 1227 | Gregor IX.    | später Papst Alexander IV.                                                 |
| Romano Bonaventura             | Rom      | Kardinalbischof  | Bischof von Porto-Santa Rufina | 1216               | Innozenz III. | Nicht zu verwechseln mit dem gleichzeitig lebenden Bonaventura             |
| Goffredo da Castiglione        | Mailand  | Kardinalbischof  | Bischof von Sabina             | 18. September 1227 | Gregor IX.    | Papst Coelestin IV.                                                        |
| Stefano de Normandis dei Conti | Rom      | Kardinalpriester | Santa Maria in Trastevere      | 1216               | Innozenz III. | Neffe von Innozenz III.                                                    |
| Giovanni Colonna               | Rom      | Kardinalpriester | Santa Prassede                 | 18. Februar 1212   | Innozenz III. | Der erste Colonna-Kardinal                                                 |
| Sinibaldo Fieschi              | Lavagna  | Kardinalpriester | San Lorenzo in Lucina          | 18. September 1227 | Gregor IX.    | später Papst Innozenz IV.                                                  |
| Raniero Capocci, O.Cist.       | Todi     | Kardinaldiakon   | Santa Maria in Cosmedin        | 1216               | Innozenz III. | Kardinalprotodiakon                                                        |
| Gil Torres                     | Spanien  | Kardinaldiakon   | Santi Cosma e Damiano          | Dezember 1216      | Honorius III. |                                                                            |
| Riccardo Annibaldi             | Rom      | Kardinaldiakon   | Sant’Angelo in Pescheria       | 1237               | Gregor IX.    | Rektor von Marittima e Campagna; Neffe von Kardinal Rinaldo Conti de Segni |
| Robert Somercotes              | England  | Kardinaldiakon   | Sant’Eustachio                 | 1238               | Gregor IX.    | Starb während der Sedisvakanz am 26. September 1241                        |

Nicht an der Wahl nahmen teil:
| Kardinal                     | Herkunft   | Rang            | Titel                  | Ernannt am         | durch         | Anmerkungen |
| ---------------------------- | ---------- | --------------- | ---------------------- | ------------------ | ------------- | --- |
| Giacomo da Pecorara, O.Cist. | Piacenza   | Kardinalbischof | Bischof von Palestrina | 5. September 1231  | Gregor IX.    | Gefangener Friedrichs II.                                                                                                 |
| Oddone di Tonengo            | Montferrat | Kardinaldiakon  | San Nicola in Carcere  | 18. September 1227 | Gregor IX.    | Gefangener Friedrichs II.; ihm wurde erlaubt, an der Wahl teilzunehmen, er kehrte aber vor der Wahl ins Gefängnis zurück. |
| Peter von Capua              | Amalfi     | Kardinaldiakon  | San Giorgio in Velabro | 1219               | Honorius III. | Er könnte ca. 1236/41 gestorben sein                                                                                      |

## Verfahren
Die Hauptfraktionen von Kardinälen setzten sich aus den Gregorianern (Rinaldo Conti de Segni, Sinibaldo Fieschi und Riccardo Annibaldi) zusammen, die die Wahl von Romano Bonaventura unterstützten, der Gregors Feindschaft zum Kaiser fortsetzen wollte. Friedrich II. widersetzte sich natürlich der Wahl von Bonaventura wegen seiner „Verfolgung“ der Universität Paris als Legat in Frankreich, seiner angeblichen Beziehung zur Königin Blanche von Kastilien, und seiner Rolle im Streit zwischen ihm und Gregor IX. Die Mehrheit, einschließlich der „Moderaten der Opposition“ (darunter Giovanni Colonna, Robert Somercotes und Raniero Capocci), unterstützte Kardinal Goffredo Castiglione, der eine Politik der Verständigung mit Friedrich bevorzugte.
Als keine der beiden Parteien eine Zweidrittelmehrheit erreichen konnte, die von der Verfassung Alexanders III. gefordert wurde, schrieben die Kardinäle an Friedrich II. und baten ihn, die beiden Kardinäle freizulassen, die er gefangen hielt. Nachdem die Papstwahl begonnen hatte, ließ Kaiser Friedrich die beiden Kardinäle von Neapel nach Tivoli bringen. Da klar war, dass Kardinal Giacomo da Pecarora nie kooperieren würde, blieb er noch zwei weitere Jahre in Haft. Kardinal Oddone di Tonengo jedoch wurde erlaubt, sich der Wahl anzuschließen, musste allerdings Geiseln stellen und versprechen, in die Haft des Kaisers zurückzukehren, es sei denn, er werde selbst zum Papst gewählt oder der Stillstand setze sich fort. Friedrich hatte natürlich nicht erwartet, dass die Kardinäle Oddone di Tonengo zum Papst wählen würden – Friedrichs Freunde im Konklave konnten und würden das verhindern. Auch wollte er Kardinal Oddone nicht gewählt sehen; seine tatsächliche Meinung offenbarte er in einem Brief, den er nach dem Gefecht bei Giglio schrieb: als Legat in England und Frankreich hatte Oddone gegen den Kaisers konspiriert, hatte viele Prälaten zusammengebracht, um sie nach Rom zu bringen und an Gregors Konzil teilzunehmen; in Genua hatte er sich gegen jene Genueser verschworen, die Anhänger Friedrichs waren; er hatte eine Flotte aufgestellt und bewaffnet, um die Prälaten nach Rom zu transportieren. Kardinal Oddone war ein Mittel, um die festgefahrene Papstwahl wieder in Gang zu bringen. Friedrich II. selbst forderte die Kardinäle auf, eine schnelle Entscheidung zu treffen:
„ Wie Schlangen haltet Ihr euch an die Erde, anstatt Euch in den Himmel zu erheben. Jeder von Euch strebt nach der Tiara, und keiner von euch ist bereit, sie dem anderen zu überlassen. Verzichtet auf den Geist der Fraktion und der Zwietracht! Lasst das Kardinalskollegium der Christenheit durch einstimmige Wahl einen Papst geben, der uns und das Kaiserreich befriedigen wird und dessen Wahl für das allgemeine Wohl ist. “
Der Kaiser kehrte im September über Kampanien in sein Königreich zurück und ließ die beiden Kardinäle in Tivoli unter der Aufsicht von Tybboldus de Dragone zurück.
Die Hitze und der Mangel an Nahrungsmitteln mögen zum Tod von Kardinal Somercotes beigetragen haben, obwohl die anderen Mitglieder der kaiserlichen Fraktion behaupteten, er sei vergiftet worden. Auch die Gesundheit von Kardinal Fieschi verschlechterte sich erheblich und führte dazu, dass der zukünftige Papst dem Tod näher kam. Der Rest der Kardinäle durfte weder das Septisolium zu seiner Beerdigung verlassen, noch durften Ärzte oder Bedienstete das Gebäude betreten (wo sich eine beträchtliche Menge an Exkrementen angesammelt hatte). Bonaventura wäre auch so 16 Monate nach der Wahl gestorben, was die lebhaften Erzählungen ohne weiteres den Auswirkungen der Wahl zuschreiben.
Kardinal Castigliones fortgeschrittenes Alter und seine sich verschlechternde Gesundheit dürften sowohl zu seinem Status als papapile als auch zu seiner endgültigen Wahl beigetragen haben, machten ihn also zu einem idealen Kompromisskandidaten. Weitere polemische Quellen beschreiben Coelestin IV. als einen „schwachen, ignoranten, alten Fanatiker“, der „keine andere Qualifikation besitzt“. Ein Kommentator meinte, dass die Kardinäle „entkamen, indem sie einen sterbenden Mann wählten“. Wieder andere nennen ihn „Orsinis Kandidat“.

## Nachwirkungen
Coelestin IV. starb am 10. November 1241, einem Sonntag, 17 Tage nach seiner Wahl und noch vor seiner Krönung. Zudem wird angegeben, dass die Todesursache Ruhr war, die er sich im Septasolium zugezogen hatte. Auch wurde spekuliert, dass Coelestin IV, wenn er länger gelebt hätte, „höchstwahrscheinlich dem Kaiser gegenüber freundlich gewesen wäre“.
Papst Coelestin wurde nach altem Brauch am Tag nach seinem Tod begraben. Aber schon vor der Beerdigung flohen einige Kardinäle aus der Stadt und gingen nach Anagni, der Heimat des Kardinals Rinaldo dei Conti di Segni. Es wird gesagt (von Matthäus Paris), dass nur sechs oder sieben Kardinäle in der Stadt blieben. Kardinal Colonna wurde von der römischen Bevölkerung ergriffen, die die Orsini unterstützte, und aufgrund seiner Verbindung mit König Friedrich inhaftiert.
Als er von einer Gruppe bettelnder Brüder konfrontiert wurde, die eine Botschaft des Erzbischofs von York und von Bischof von Lincoln überbrachten, sagte Friedrich II. angeblich: „Wer behindert das Wohl der Kirche? Nicht ich, sondern der sture Stolz und die Gier der Römer. Wer kann sich fragen, ob ich den englischen und römischen Kirchen standhalten kann, die mich exkommunizieren [wie es Oddone aus England getan hat], mich diffamieren und immer Geld ausschütten, um mich falsch zu machen?“ Bald nach dem Konklave wurden die Feindseligkeiten um die Italienische Halbinsel zwischen den Guelfen und Ghibellinen, auf Land und Meer, wieder aufgenommen. Obwohl Friederich II. jetzt frei war, die Lombarden ohne päpstlichen Widerstand Papst zu zermürben, schickte er bald einen großen Teil seiner Kavallerie und Infanterie nördlich der Alpen, wo die Tartaren begonnen hatten, sein Land ernsthaft zu bedrohen.
So begann die längste Sedisvakanz in der Geschichte der Römisch-Katholischen Kirche seit der Periode zwischen Papst Agatho und Papst Leo II. (681–682). Es dauerte anderthalb Jahre, bis die Kardinäle sich in Anagni (Friedrich II. war im Besitz Roms) wieder treffen konnten und einen Nachfolger für Coelestin IV. wählten (nicht zuletzt aufgrund der Tatsache, dass Friedrich II. Da Pecorara und Oddone weiterhin als Geiseln hielt). Sie wählten 1243 Kardinal Fieschi als Papst Innozenz IV., der dem Konflikt mit Friedrich II. neues Leben einhauchte und nach dem Tod des Kaisers 1250 seinen Sohn und Nachfolger, Konrad IV. exkommunizierte. Der kaiserliche Einfluss auf die Papstwahlen hielt bis zur Papstwahl 1268–1271 an, nach der die kaiserliche Partei (dann hauptsächlich aus älteren Kardinälen bestehend) im Kardinalskollegium fast ausgelöscht war.

## Erbe
Aufgrund des Einschließens der Kardinäle wird die Wahl manchmal als das „erstes Konklave“ (sogar das „erste formelle päpstliche Konklave“) bezeichnet, obwohl die formalen Prozeduren des Konklaves erst nach der Papstwahl 1268–1271 in der Verfassung „Ubi periculum“ von Papst Gregor X. (1274) ausgearbeitet wurden. Seine Bestimmungen wurden erstmals in der Papstwahl im Januar 1276 umgesetzt. Tatsächlich kann die Praxis der Absonderung der Kardinäle vielleicht sogar zur Papstwahl 1216 zurückverfolgt werden, als der Magistrat von Perugia sie nach dem Tod von Papst Innozenz III. festhielt.